# Гаварагет
Гаварагет (вірм. Գավառագետ) — річка, що протікає у Вірменії, впадає в Малий Севан. Довжина — 24 км, площа басейну — 480 км². Витік знаходиться на північному схилі гори Спітакасар Гегамського хребта. 
На річці розташовані місто Ґавар та село Норатус.
| Вірменія | Це незавершена стаття з географії Вірменії. Ви можете допомогти проєкту, виправивши або дописавши її. |